# 波多伸二
波多 伸二（はたしんじ、1937年3月23日 - 1960年3月13日）は、日本の俳優。本名は佐藤 好昭。
東京市で出生。1955年、日本大学芸術学部を中退し俳優座養成所に入所。1959年、東映東京と契約。同年「七色仮面」（NET）で初出演。「石原裕次郎に挑戦する男」というキャッチフレーズで第二東映のトップスターとして売り出される。
『危うしGメン・暗黒街の野獣』、『男の挑戦』、『地獄の渡り者』に主演した後、『殺られてたまるか』のロケ先の埼玉県でオートバイ練習中の事故で死亡した。同作の代役には梅宮辰夫が起用された。